# مغالطة روحانية
المغالطة الروحانية هي مغالطة غير رسمية تدعي حصول حدثٍ أو موقفٍ ما جرّاء قيام شخص ما بالتسبب بحدوثه. وربما يتدخل شخصٌ ما كي يؤثر على احتمال حدوث هدف معين، لكن المغالطة تظهر في الجدل الذي يدعي أن تدخل الشخص هو السبب الرئيس في تحقيق الهدف. استُمد اسم هذه المغالطة من الإيمان الروحي بقدرة الأرواح الواعية والحية على إحداث تغييرات في العالم المادي.

## أمثلة
يعرض المنظر الاجتماعي توماس سويل في كتابه “المعرفة والقرارات” أو بالإنجليزية Knowledge and Decisions عام 1980 عدداً من الحجج والجدالات كأمثلة عن المغالطات الروحانية:
- يكسب الناس الثروة بسبب الخيارات الأفضل والمتاحة لهم
- التنظيم المركزي ضروري لمنع الفوضى في المجتمع

دائماً ما يقصي سويل الفكرة القائلة أن النظام يأتي من التخطيط، ويلاحظ أن هذه الجدالات القائمة على أساس المغالطة الروحانية تميل لتوفير تفسيرات وتوضيحات يتطلب تطبيقها وقتاً قليلاً نسبياً. وفي ضوء هذا الكلام، يقارن سويل بين نظرية خلق الكون الموصوفة في الكتاب المقدس (أي خلق العالم خلال 6 أيام) مع عملية تطور الحياة على الكوكب والتي استغرقت مليارات السنين كما فسرها لنا التطور.